# 李海泉
李海泉（り かいせん、リー・フラントン、出生名：李滿船，1901年2月4日 - 1965年2月7日）は、香港の俳優。ブルース・リーの父 。